# اچ‌ام‌اس لویلتی (جی۲۱۷)
اچ‌ام‌اس لویلتی (جی۲۱۷) (به انگلیسی: HMS Loyalty (J217)) یک زیردریایی بود که طول آن ۲۲۵ فوت (۶۹ متر) بود. این زیردریایی در سال ۱۹۴۳ ساخته شد.